# Штемпель железнодорожной почты
Штемпель железнодорожной почты — собирательное название для штемпелей различного вида и предназначения, которыми помечается почтовая корреспонденция, переправляемая железнодорожной почтой.

## Описание

### Общие положения
Штемпели железнодорожной почты являются непременным атрибутом железнодорожной почты — одного из самых распространённых способов транспортировки почты.
По оформлению они отличаются от других штемпелей, например, овальной формой вместо круглой, или имеют соответствующий текст, свидетельствующий о железнодорожном характере их употребления (см. ниже). Именно на основе этих признаков штемпели железнодорожной почты выделяются в самостоятельную категорию.
К штемпелям железнодорожной почты относят:
- штемпели отделений перевозки почты при железнодорожных станциях и вокзалах,
- штемпели передвижных отделений связи в почтовых вагонах или почтовых купе.

### Форма
По форме железнодорожные штампы могут соответствовать образцу, принятому для обычных календарных штемпелей, как это принято, например, в Великобритании, Канаде и США. Однако во многих европейских странах их изготовляют так, чтобы они отличались по форме от круглых почтовых штемпелей. Так, в Австрии, Германии и Чехословакии штемпели железнодорожной почты выполнены в виде удлинённых лежащих овалов, а во Франции они хоть и круглые, но имеют волнистые края. В Испании и Португалии железнодорожные штемпели имеют восьмиугольную форму, а в Нидерландах представляют собой горизонтально вытянутые прямоугольники.
- Штемпели почтовых вагонов на почтовых марках Греции
- Ранние круглые штемпели, применявшиеся на линии Коринф — Аргос (1888)
- Более поздний овальный штемпель на линии Лариса — Афины — Пирей (1913)

### Надписи
Оттиски штемпелей почтовых вагонов содержат словесное указание на железнодорожный характер пересылки погашенной ими корреспонденции, к примеру:
- «ambulant» (с фр. — «передвижной»), «ambulante» («передвижное (почтовое отделение)»,
- то же в испанском и португальском языке), «ambulancia» (с исп. — «вагон»), «tren» («поезд») и
- «Bahnpost» (с нем. — «железнодорожная почта»).

На других штемпелях могут стоять иные надписи, как например: «banen» (в датском и норвежском языках «железная дорога»), «järnväg» (со швед. — «железная дорога») и т. п.
Обычно на таких штемпелях обозначались названия (два или более) конечных точек почтового рейса, а иногда — промежуточных станций. При этом для экономии места на штемпеле прибегали к различным сокращениям, к примеру:
- «ST» (от англ. «sorting tender» — сортировочный тендер),
- «SO» (от англ. «sorting carriage» — сортировочный вагон),
- «RPO» (от англ. «railway post office» — дословно «железнодорожное почтовое отделение», как называют почтовый вагон в США[5]),
- «АМВ» (от исп. «ambulancia» — вагон),
- «EISENB» (от нем. «Eisenbahn» — железная дорога) и др.

Кроме того, на английских штемпелях можно найти вспомогательные надписи:
- «up» или «down» («вверх» и «вниз») — для указания направление движения почтового поезда,
- «day» или «night» («день» и «ночь») — для уточнения времени прохождения маршрута.

В случае железнодорожной катастрофы на отправлениях железнодорожной почты ставились дополнительные штемпели, например, «Попало под поезд».

## Примеры по странам
Специальные штемпели для обозначения железнодорожной почты находились в употреблении всех стран. Ниже даны примеры некоторых из них.

### Великобритания
По-видимому, к самым первым штемпелям железнодорожной почты следует причислить домарочные штемпели, которые применялись в Великобритании в 1830-е годы во время ранних почтовых перевозок по рельсам. С появлением почтовых вагонов, известных в этой стране как передвижные почтовые отделения, на почтовых штемпелях использовалась аббревиатура «ТРО» (от англ. Traveling Post Office — передвижное почтовое отделение).

### Германия
На штемпелях немецких передвижных почтовых отделений, имевших форму прямоугольников или овалов, помимо надписи нем. «Bahnpost» («Железнодорожная почта»), пункта приписки и даты, стояли также числа после «Zug» или «Z» («Поезд»). Они соответствуют идентификационным номерам каждого поезда. Встречается также надпись «Eisenbahn» («Железная дорога»).
Штемпели некоторых бывших земель Германии содержали надписи «Fahrendes postamt» (буквально «Передвижное почтовое отделение»).

### Испания
На восьмиугольных штемпелях испанских передвижных почтовых отделений имелось сокращение «АМВ» (от исп. «ambulancia» — вагон).

### Россия и СССР
На штемпелях Российской империи можно встретить надписи «Почтовый вагонъ №…» и «Железнодор. П. О.» («Железнодорожное почтовое отделение»).
| Примеры штемпелей железнодорожной почты Российской империи                                  | Примеры штемпелей железнодорожной почты Российской империи |
| ------------------------------------------------------------------------------------------- | --- |
|                                                                                             | |
| Штемпель почтового вагона на открытом письме (1875). Надпись: «Почтовый вагонъ № 39»        | Штемпель почтового вагона (вверху) и железнодорожного почтового отделения (внизу) на открытом письме (1883). Надписи: «Почтовый вагонъ №…» и «Южн. ж. д.» («Южные железные дороги»), соответственно |
|                                                                                             | |
| Штемпель почтового вагона на маркированном конверте (1884). Надпись: «Почтовый вагонъ № 30» | Штемпель железнодорожного почтового отделения на конверте (1908). Надпись: «Железнодор. П. О.» |

Штемпели железнодорожной почты, употреблявшиеся в почтовых вагонах времён Советского Союза, содержали аббревиатуру «ПВ» (сокращение от «Почтовый вагон») и указание конечных точек маршрута. При гашении такими штемпелями должна была применяться мастика красного цвета (см. илл. выше).

## Исключения
Штемпели обычных отделений связи при железнодорожных станциях и вокзалах не относятся к группе штемпелей железнодорожной почты. Существует множество подобных гашений, оттиски которых включают в себя слова, переводимые как «железнодорожная станция», «вокзал», «главный вокзал», например: нем. «Bahnhof» или «Hauptbahnhof», фр. «gare», итал. «stazione» или «ferrovia» и норв. «stasijon». Такие штемпели говорят о том, что корреспонденция прошла через почтовые отделения, расположенные на железнодорожных станциях, но отнюдь не о её доставке поездом. При этом следует быть осторожным, так как на штемпелях могут попадаться названия населённых пунктов, например, со словом англ. «Station» («станция»), которые никогда не имели железнодорожных станций либо эти станции были давным-давно закрыты.

## Коллекционирование
Штемпели железнодорожной почты выступают в качестве специальных объектов филателистического коллекционирования и включаются в коллекции, посвящённые железнодорожной почте.
Коллекционеры штемпелей железнодорожной почты объединяются в различные филателистические клубы и общества, например:
- Общество передвижных почтовых отделений [почтовых вагонов] и морской почты (TPO & Seapost Society; Великобритания), основанное в 1938 году и издающее журнал «TPO»[12];
- Общество передвижных почтовых отделений (Mobile Post Office Society; США), созданное в 1950 году и выпускающее журнал «Transit Postmark Collector» («Собиратель транзитных почтовых штемпелей»)[5][13][14];
- Федеральное рабочее товарищество по железнодорожной почте (нем. Bundesarbeitsgemeinschaft Bahnpost e. V.) при Союзе немецких филателистов[нем.] (Германия), публикующее журнал «Berichte Bahnpost» («Доклады железнодорожной почты»)[15], и др.[16]

Коллекционерами и филателистическими организациями издаётся множество исследований и каталогов штемпелей железнодорожной почты, применявшихся в отдельных странах и штатах (см. некоторые примеры таковых в разделах Примечания и Литература).